# Günter Besch
Günter Besch (* 17. August 1904 in Altdöbern; † 2. September 1999 in Bremen – Oberneuland) war ein deutscher evangelischer Theologe.

## Biografie
Besch war der Sohn des Pfarrers Oskar Besch und der Lehrerin Hildegard Besch. Er absolvierte mit seinem älteren Bruder das Gymnasium in Cottbus. Er studierte Evangelische Theologie an der Universität Greifswald und an der Humboldt-Universität zu Berlin. Hier lernte er u. a. Adolf von Harnack, Hans Lietzmann, Reinhold Seeberg und Karl Holl kennen. Bereits mit 22 Jahren bestand er das theologische Examen. Für kürzere Zeiten war er Praktikant im Domkandidatenstift in Berlin und dann Hauslehrer.
Von 1928 bis 1931 war er Studieninspektor am Predigerseminar in Kückenmühle. 1929 wurde er in Stettin zum Pfarrer ordiniert. Als Seelsorger wirkte er in Stettin und von 1931 bis 1937 in Stargard und er war von 1937 bis 1945 Provinzialpfarrer für die Innere Mission in der Kirchenprovinz Pommern. Er engagierte sich in der Bekennenden Kirche.
Als Vertriebener wurde Besch 1945 Pfarrer in Bielefeld – Eckardtsheim. 1946 berief ihn die Bremischen Evangelischen Kirche (BEK) zum Pastor an der Kirche Unser Lieben Frauen. Hier wirkte er bis 1974. Zeitgleich wirkte als Pastor dieser Kirche bis 1974 der Pommer Karl Kampffmeyer, so wie Besch Mitstreiter in der Bekennenden Kirche.
Er war in der BEK seit 1953 Mitglied im Kirchenausschuss und von 1959 bis 1971 Schriftführer im Kirchenausschuss. 1966 wurde er nebenamtlich zum Beauftragten der Evangelischen Kirche in Deutschland (EKD) für Umsiedler- und Vertriebenenfragen ernannt. Im Ruhestand war er Vorsitzender des Gustav-Adolf-Werks.
Besch war seit 1932 verheiratet mit Ursula Kähler, Tochter des Stettiner Generalsuperintendenten Walter Kähler. Beide hatten vier Kinder.

## Ehrungen
- 1962: Ehrendoktor der Theologischen Fakultät der Universität Göttingen
- 1973: Großes Verdienstkreuz der Bundesrepublik Deutschland[1]
- 1979: Großes Goldenes Ehrenzeichen für Verdienste um die Republik Österreich[2]